# M109 (automoteur d'artillerie)
Ne pas confondre avec la galaxie M109

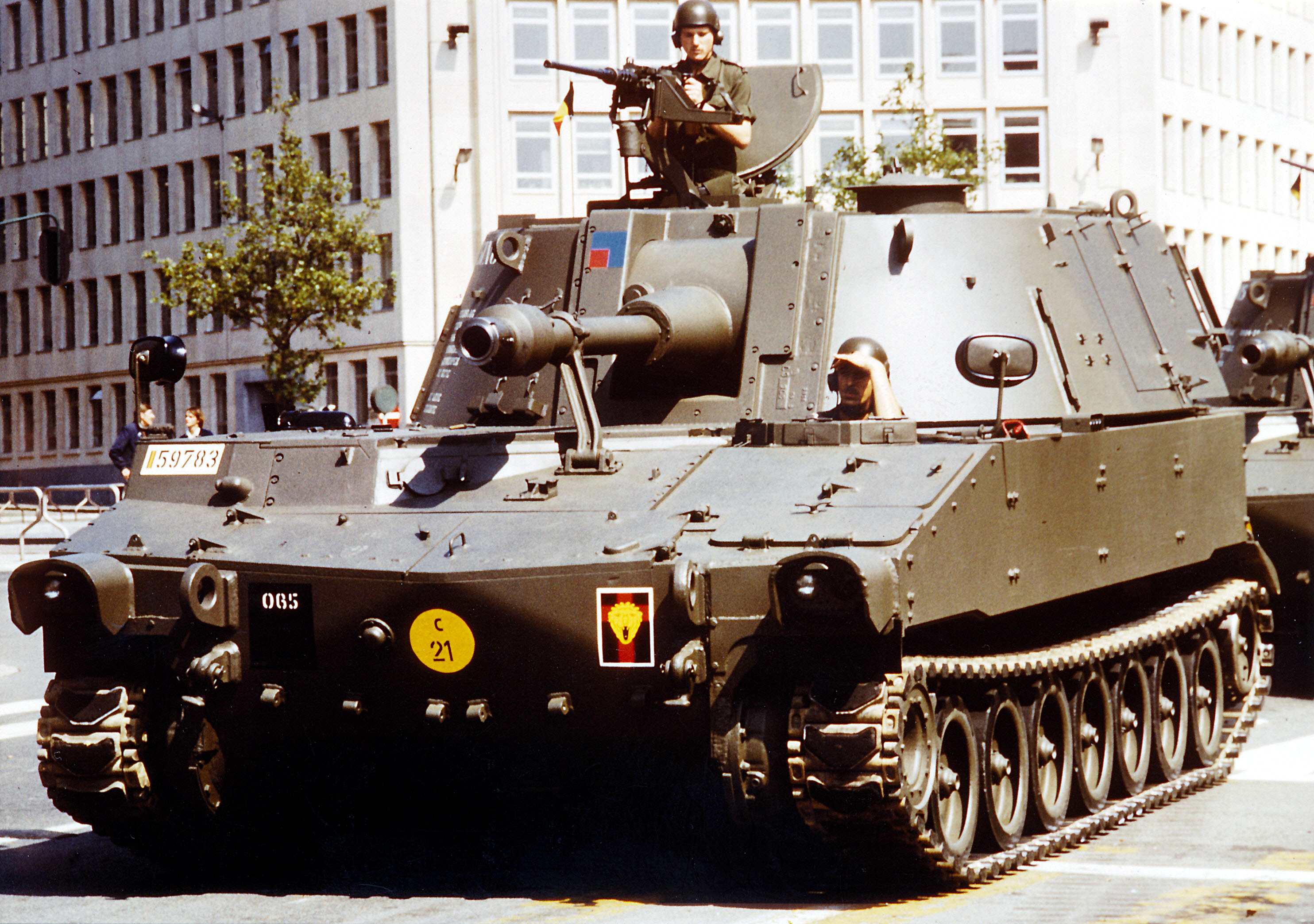
Canon automoteur M108 de l'armée belge en 1989.

Le M109 est un canon d'artillerie automoteur américain développé durant les années 1950 et entré en service au début des années 1960.

## Histoire

### Contexte
A la fin de la Seconde guerre mondiale, le principal obusier automoteur en service dans l’armée des États-Unis est le M7, équipé d’un obusier de 105 mm, mais son châssis de conception ancienne et la disposition en casemate du canon, qui ne permet pas d’offrir un champ de tir sur 360° comme une tourelle, commencent à le rendre obsolète. Bien qu’il ait commencé à être remplacé par le M37, la fin de la guerre a fortement ralenti les cadences de production et il se trouve en nombre insuffisant. Le besoin d’un obusier automoteur plus lourd émerge par ailleurs, les généraux américains estimant que les nouvelles divisions mécanisées devraient comporter au moins un bataillon équipé de canons d'artillerie de 155 mm. Le M41 existe pour remplir ce rôle, mais sa disponibilité est encore plus faible que le M37.
Afin de réduire le coût de production en standardisant un maximum d’éléments, deux nouveaux modèles sont produits dans les années 1950 sur la base du char léger M41 : le M52, équipé d’un canon de 105 mm et le M44, avec un canon de 155 mm. Les deux véhicules se révèlent toutefois être un échec cuisant.

### Développement
Le M52 et le M44 ayant montré des problèmes avant même leurs entrées en service, les études pour les remplacer débutent dès 1952 et donnent naissance en avril 1953 au T195 et au T196, deux automoteurs d'artillerie dont les canons envisagés sont respectivement de 110 mm et 156 mm. Les deux modèles se heurtent toutefois rapidement à l’opposition des artilleurs, ces derniers étant très critiques vis-à-vis des calibres adoptés, différents de tout ce qui existe déjà dans l’arsenal américain.
En mai 1954, un nouveau programme est finalement approuvé. Le mois suivant, une révision complète des caractéristiques décide que les futures conceptions du T196 seront basées sur le développement de l'automoteur d'artillerie T195 de 105 mm, qui est en production à cette époque.
En juin 1956, l'armée américaine opte donc pour le châssis et la tourelle du T195, mais le canon d'origine est remplacé par une pièce de 155 mm quand l'OTAN standardise tous les calibres.
En octobre 1956, la maquette du nouveau T196 est passée en revue et le Congrès des États-Unis autorise le développement du premier prototype. La principale différence avec le T195 est un accroissement de la puissance motrice et une tourelle redessinée avec des mécanismes transversaux renforcés, un nouveau magasin à munitions monté dans un râtelier séparable à l'arrière de la tourelle.
Le prototype du T196 est terminé en 1959. Pendant la phase d'évaluation préliminaire menée à Fort Knox, les techniciens remarquent un certain nombre de défauts et de faiblesses avec la suspension et y remédient en ajoutant un septième galet de transmission. Ce prototype diffère des modèles de série développés ultérieurement par la forme du châssis et de la tourelle, et un moteur à essence Continental.
En 1959, une nouvelle politique est adoptée : le moteur diesel remplacera le moteur à essence sur tous les futurs modèles de véhicules de combat. Le prototype T196 est donc équipé d'un nouveau propulseur Detroit 8V71T Diesel (en) de 490 chevaux, et appelé T196E1.
En février 1961, une commande est passée pour deux exemplaires de présérie, qui sont livrés six mois plus tard. Après une série de tests, une production de série limitée à un an débute en décembre 1961.

### Entrée en service et premiers engagements
Les premiers exemplaires de série du T196E1, assemblés par la firme Cadillac dans son usine de Cleveland (Cleveland Army Tank Plant), entrent en service en octobre 1962, et il est décidé de poursuivre la construction au-delà de la première année.
En juillet 1963, la nomenclature en service dans les forces armées américaines est complètement révisée. Le T196E1, suivant la Norme-A adoptée, est désigné Howitzer, Medium, Self-Propelled: 155 mm, M109. Le contrat portant sur la troisième année de production est signé en décembre 1963 par la Chrysler Corporation, bien que la chaîne de production demeure à Cleveland. Les premiers M109 sont livrés à l'US Army en juin 1963. Les bataillons d'artillerie en disposant prévoit 24 pièces par unité.
Le M109 est employé au combat pour la première fois par les États-Unis durant la guerre du Viêt Nam, au Sud-Viêt Nam à partir de 1965 puis durant la seconde guerre du Golfe de 1991, la guerre d'Afghanistan et la guerre d'Irak. Tsahal l'utilise également durant la guerre du Kippour en octobre 1973, et au Liban, en 1982 et 2006. L'Iran l'employa durant la guerre Iran-Irak et pour des opérations à l'intérieur de ses frontières.
L'avant-dernière version de série produite, le M109A6, rebaptisée Paladin construite dans les années 1990 par United Defense, est aujourd'hui l'automoteur d'artillerie standard des forces mécanisées américaines et forme l'ossature des unités d'artillerie. En 1993, la British Army commence le remplacement de ses M109 par des AS-90. Dans les années 2000, les M109 de plusieurs membres de l'OTAN sont en cours de remplacement par l'automoteur d'artillerie allemand Panzerhaubitze 2000 (PzH 2000), qui sert aussi durant la guerre d'Afghanistan.
À la suite de l'invasion de l'Ukraine par la Russie en 2022, plusieurs nations européennes et les États-Unis en fournissent aux Forces de frappes et d'artilleries ukrainiennes et équipent , en avril 2025, au moins cinq brigades.

### Évolution et remises à niveau

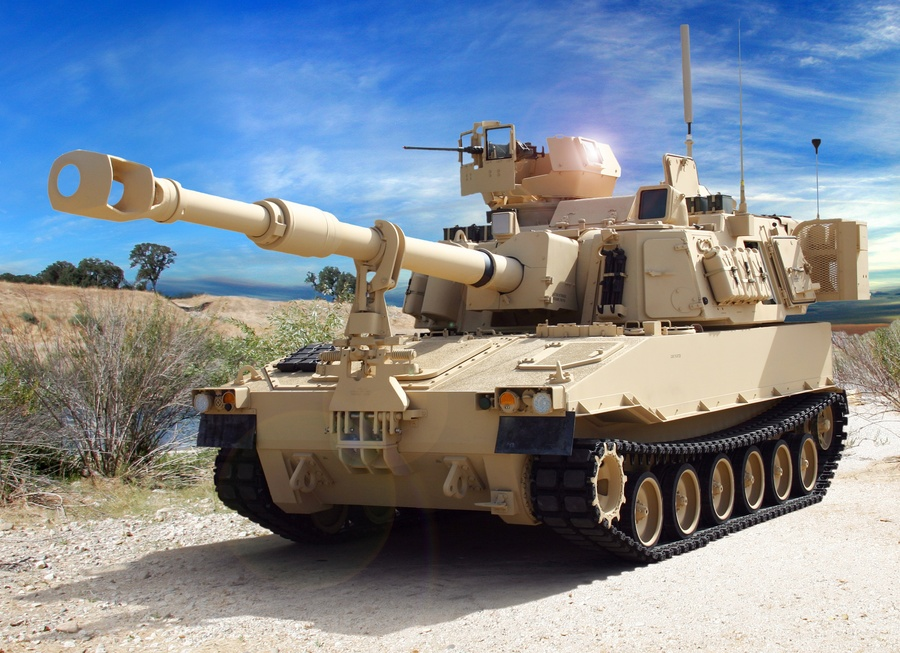
Le M109A7 PIM des années 2010 n'a plus rien en commun avec les premières versions des années 1960.

Avec l'annulation du programme de développement Crusader, en mai 2002, les 950 Paladin encore en service resteront au sein des unités mécanisées de l'US Army et de l'US Marine Corps jusqu'à leur remplacement par le M109A7 développé sous le nom de M109 PIM (Paladin Integrated Management), qui est basé sur le châssis du M2 Bradley. 580 exemplaires produits par BAE Systems Ground Systems Division à York sont prévus. Les premiers prototypes commencent leurs essais en 2011, la production en série limitée était prévue à partir de 2013 et une mise en service en 2015, mais ce programme a pris du retard. Fin décembre 2017, 37 automoteurs d'artillerie et 36 porte-munitions ont été livrés à cette date pour des essais. Début 2020, l'US Army a retardé la décision de production à plein régime du PIM en raison de «problèmes de qualité et de capacité de production» car 68 automoteurs d'artillerie PIM LRIP ont été rappelés pour « démontage complet, inspection, réparation et retest » en raison de la carence dans les soudures durant sa production par BAE à York. Les premiers exemplaires en service opérationnel entrent en service en septembre 2020 dans la 1re division de cavalerie,.
Il a une masse en ordre de combat de 38 tonnes et un moteur de 675 ch. La cadence de tir d'un maximum de 4 coups par minute n'a pas été augmentée, mais l'électronique embarquée améliore grandement la précision.
En 2020, il est prévu qu'à partir de 2023, le M1299 (en), un automoteur d'artillerie avec un canon de 58 calibres basé sur le châssis du M109A7 fabriqué par BAE Systems doit entrer en service avec 18 engins opérationnels. Il est équipé d'un système de chargement automatique avec une cadence de tir de 10 coups par minute. Sa portée avec des obus à portée additionnelle est de 70 km. Mais le programme est abandonné en mars 2024,
.
La Suisse a lancé un programme de remise à niveau et de modernisation de ses automoteurs M109: KAWEST entre 1995 et 2004. Ces modifications suisses sont également appliquées pour les M109 chiliens par la firme RUAG Land Systems.
Un record de distance de tir pour cet automoteur d'artillerie à lieu fin 2023 avec un obus XM1155-SC de BAE Systems tiré depuis un M109 de 39 calibres. Il aurait atteint une portée supérieure à celle des systèmes lance-roquettes actuels. Sachant qu'une roquette M31 GMLRS atteint les 71 km, on peut supposer que le XM1155-SC aurait atteint une portée située entre 75 et 80 km.

## Versions
Plus de 10 000 exemplaires en de nombreuses versions de cet engin ont été produits depuis 1962.
- M108 : version d'origine équipée d'un canon de calibre 105 mm
- T-69 : M108 de l'Armée de terre de la république de Chine qui ont vu leur tourelle équipée avec un canon de calibre 105 mm d'origine remplacé par le canon  XT-69 copié du G5 sud-africain entre 1979 et 1982 par le  Republic of China Armoured Vehicle Development Center (en) (ADVC)[20],[21]. Environ de 40 a 45 exemplaires.

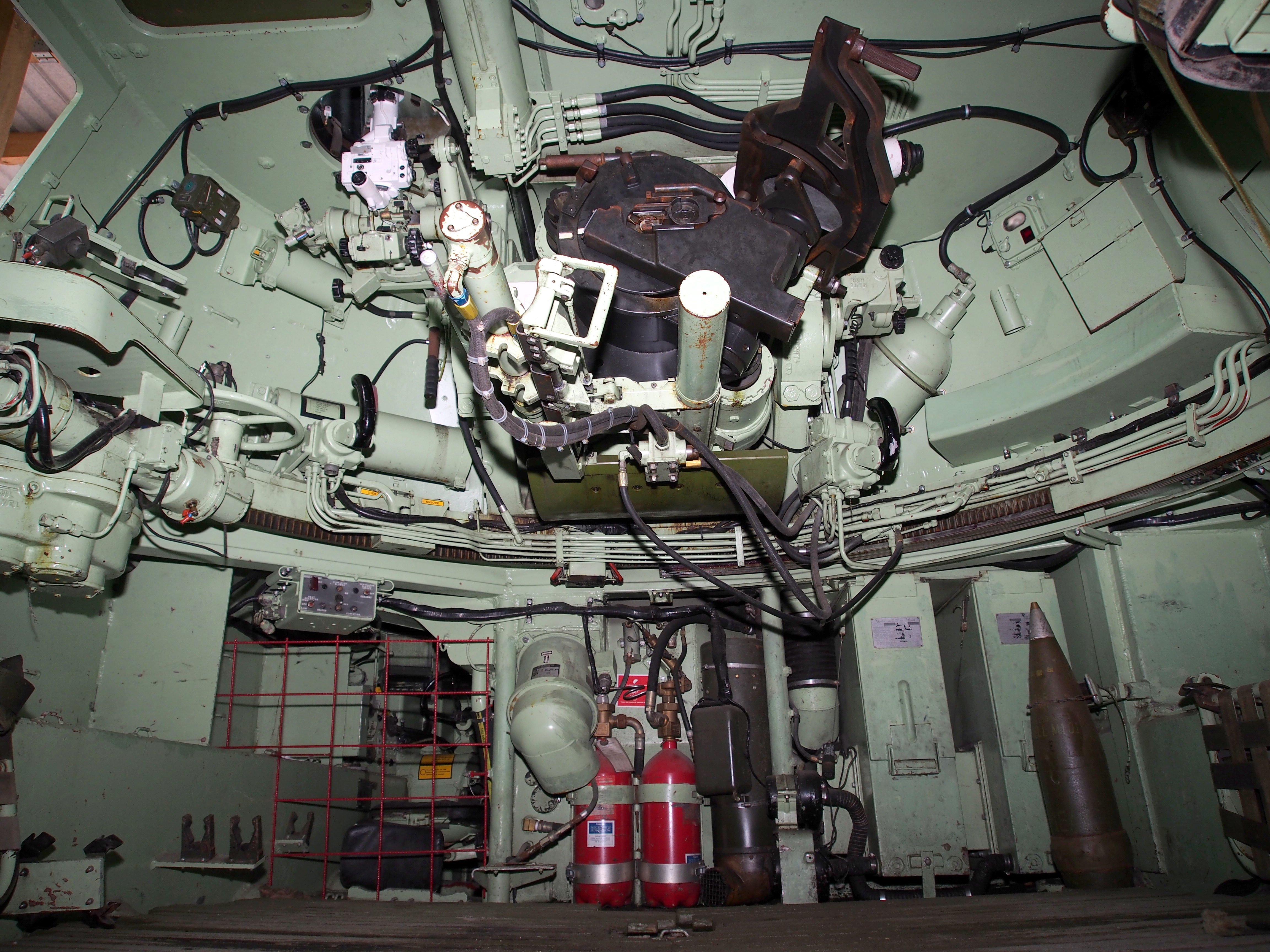
Intérieur de la tourelle d'un M109 danois.

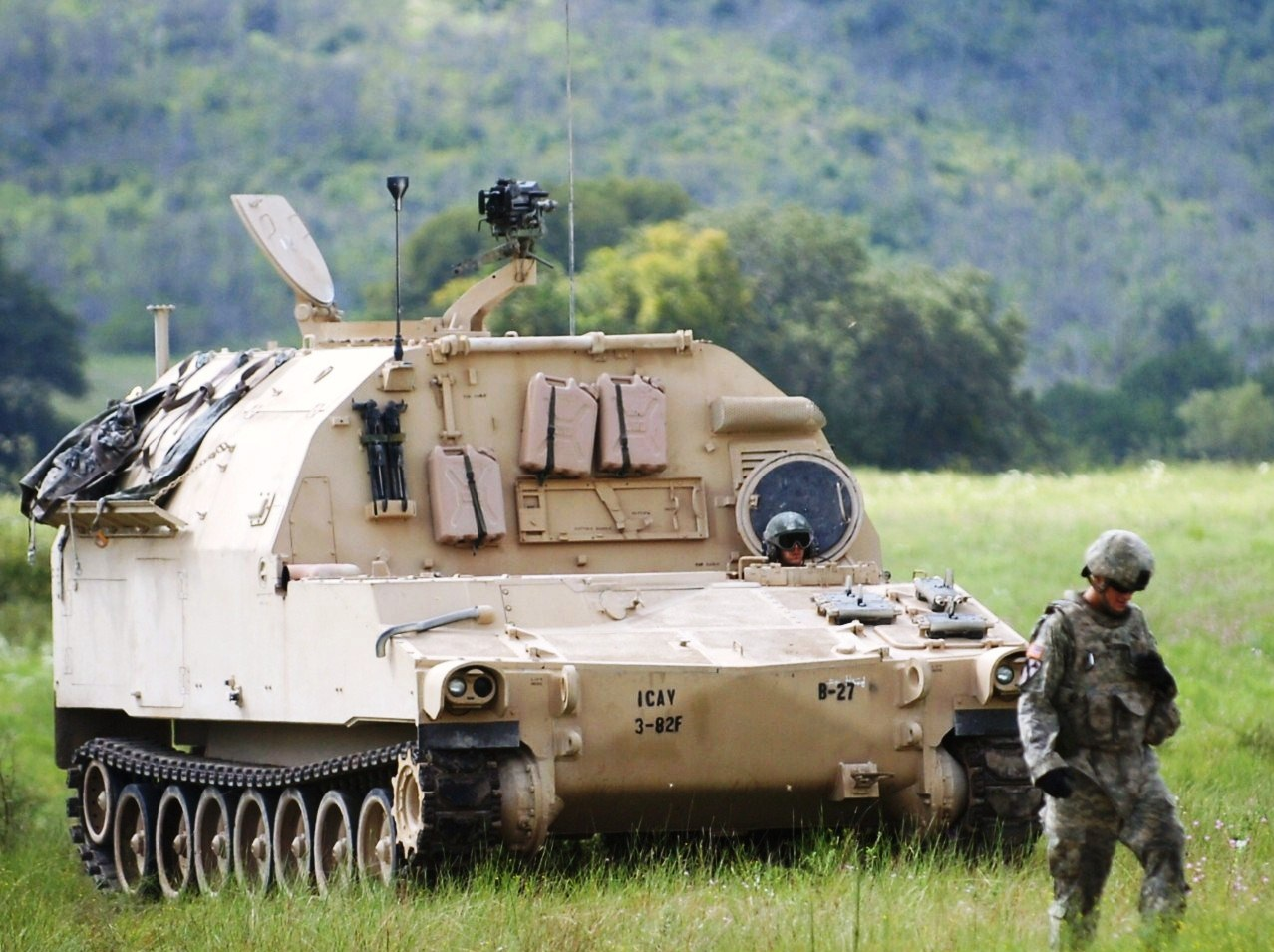
Version tracteur d'artillerie M992

- M109 Self Propelled Howitzer : version d'origine introduite en 1963. Équipée d'un moteur Diesel Detroit 8V71T de 450 chevaux (336 kW), ainsi que d'un canon M126 de calibre 155 mm et un magasin de munitions de 28 obus M107. L'armement secondaire comprend une mitrailleuse Browning M2HB de calibre 12,7 × 99 mm OTAN alimentée à raison de 500 cartouches. Portée maximale du canon M126 : 22 km. 3 786 produits entre 1962 et 1969.
- M109A1 : version améliorée équipée d'un canon M126A1 de 23 calibres plus performant, avec une portée maximale et une capacité d'emport accrue d'obus M107. Variante destinée à l'exportation: M109A1B. 2 741 produits entre 1970 et 1978.
- M109A2 : programme de modernisation à ("moitié de vie") dit Reliability, Availability, and Maintainability (RAM), comportant une série de vingt-sept modifications. Équipée d'un canon M185 de calibre 155 mm et d'un magasin arrière avec 36 obus M107. Armement secondaire: une mitrailleuse lourde M2 de calibre 12,7 mm. 1 501 produits entre 1978 et 1985.
- M109A3 et M109A3B : M109A1 et M109A1B mis au standard M109A2.
- M109A4 : M109A2 et M109A3 avec les modifications Nuclear, Biological, and Chemical / Reliability, Availability, and Maintainability (NBC/RAM). Ajout de filtres et de purificateurs d'air. Équipée d'un embrayage hydraulique à la place de l'électrique sur les versions antérieures, et d'un démarrage du moteur amélioré.
- M109A5 et M109A5+ : remplacement du canon M185 par un M284 plus performant, disposant d'une portée maximale plus importante (30 km). Améliorations du contrôle de tir et de divers autres composants sur le M109A5+. 135 produits en 1993.
- M109A6 Paladin : version disposant d'une plus grande survivabilité, et équipée d'une série d'améliorations technologiques: système inertiel de navigation, système de communication numérique par ordinateur, senseurs et détecteurs électroniques plus performants. Capacité de guerre électronique accrue dans de notables proportions. Blindage plus épais pour la protection de l'équipage, tourelle et casiers de munitions arrière agrandis: 39 obus M107 au lieu des 36 sur la version M109A5. Version utilisée uniquement par les États-Unis et l'Arabie Saoudite. 965 produits à partir de 1999 avec un canon M284A1.
- M109 KAWEST (Kampwertsteigerung) : série de modifications apportées sur le M109A5 de l'armée suisse. Canon suisse L47 de calibre 155 mm à la place du M284 américain. Six hommes d'équipage, dont trois chargeurs au lieu des huit habituels. Accroissement de la capacité d'emport de charge (40 obus), modernisation des systèmes informatiques de bord. Amélioration également du moteur et de la boite de vitesses, etc.
- OTO Melara M109L : version développée par OTO Melara à partir de 1970. Cette entreprise ayant construit l'armement sous licence de 221 M109A1B de l'armée italienne développe un tube de 39 calibres tirant les obus du FH-70 à 24 km. 280 M109A1B sont portées à ce standard qui porte le châssis aux standards M109A3 entre 1986 et 1992[22].
- M109L52 : développée en collaboration par les firmes allemande Rheinmetall et néerlandaise RDM Technology BV, cette dernière modernisant et fabricant des pièces de M109 depuis 1988[23]. Version révélée au public en 2002. La principale modification étant le remplacement du canon M126 par le L52 du PzH 2000, ce qui permet l’emploi des munitions MTLS de ce dernier. D'un coût de construction unitaire d'à peine 15 % à 30 % d'un PzH 2000, il s'agit d'une alternative pour le remplacement progressif des anciens M109A2/A3.
- K55 et K55A1 : Le K55 est une version sud-coréenne du M109A2, produite sous licence par la firme Samsung Techwin. Elle est équipée de filtres NBC, d'un système automatique anti-incendie, et d'un module de réception de munitions modifié pour permettre le ravitaillement automatique à partir du véhicule K56. Une variante modernisée, le K55A1, est produite par Samsung Thales, comprenant un nouveau système informatique et des écrans de visualisation numériques. Les K55 et K55A1 ont été produites respectivement à 1 040 et 1 180 exemplaires.
- M109A7 : le programme de remplacement des M109A6 de l'US Army est désigné originellement M109 Paladin Integrated Management (PIM). Le M109A7 comprend des composants communs à ceux de la famille du M2 Bradley, tels que la transmission, les roulements et la propulsion. Cette similarité avec d'autres modèles permet de réduire le coût de production. Les systèmes électroniques de bord du A7 sont développés à l'origine pour équiper les Futur Combat Systems Manned Vehicles (MGV), qui devaient remplacer les M2/M3 Bradley, avant que le programme ne soit annulé. Première livraison en avril 2015.
- M992, version tracteur d'artillerie sans tourelle ni canon pour la logistique de munitions sur le champ de bataille.

## Utilisateurs

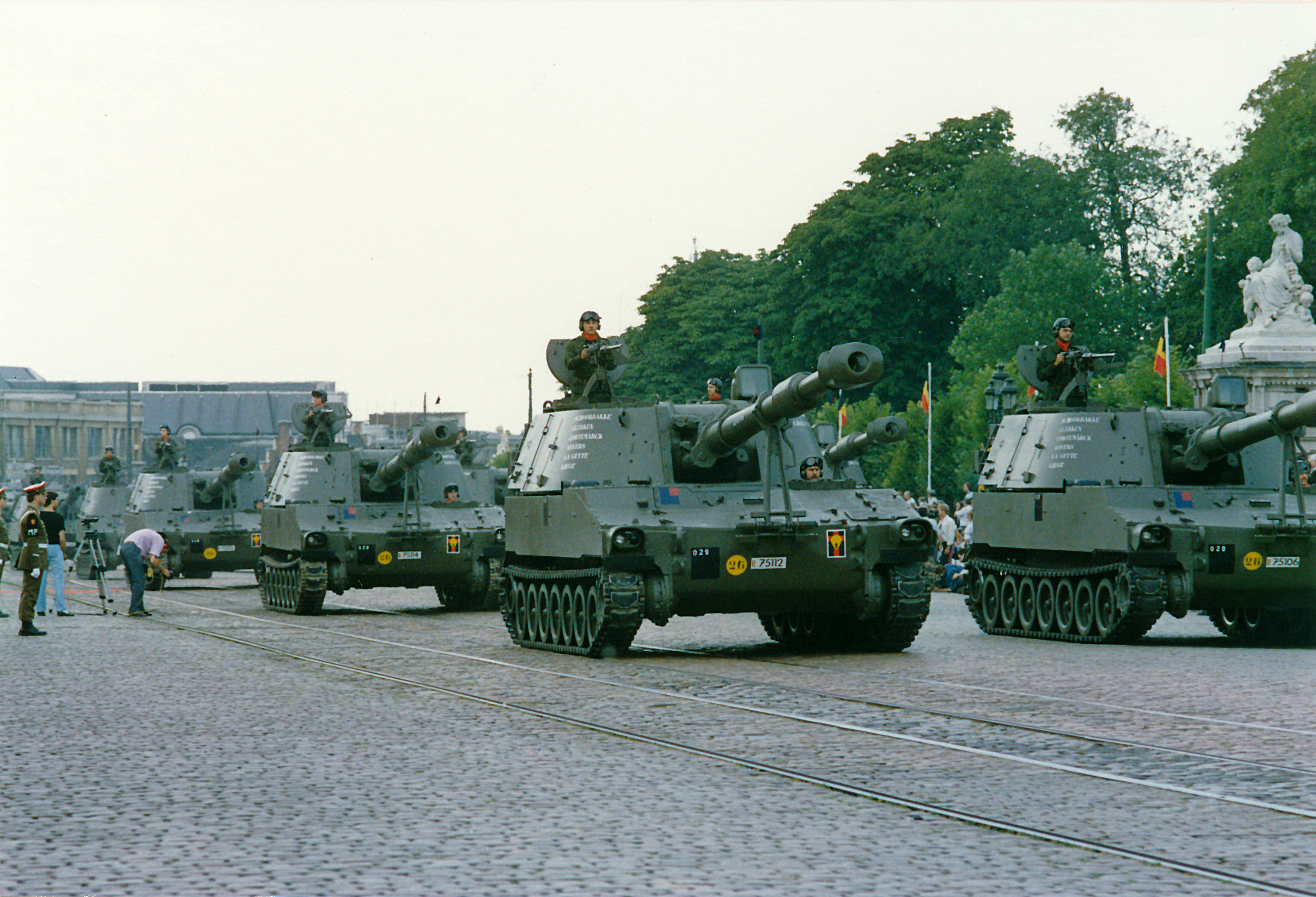
Canons automoteurs M109A2 de l'armée belge défilant devant la tribune royale lors du défilé des troupes du 21 juillet 1989 à Bruxelles.

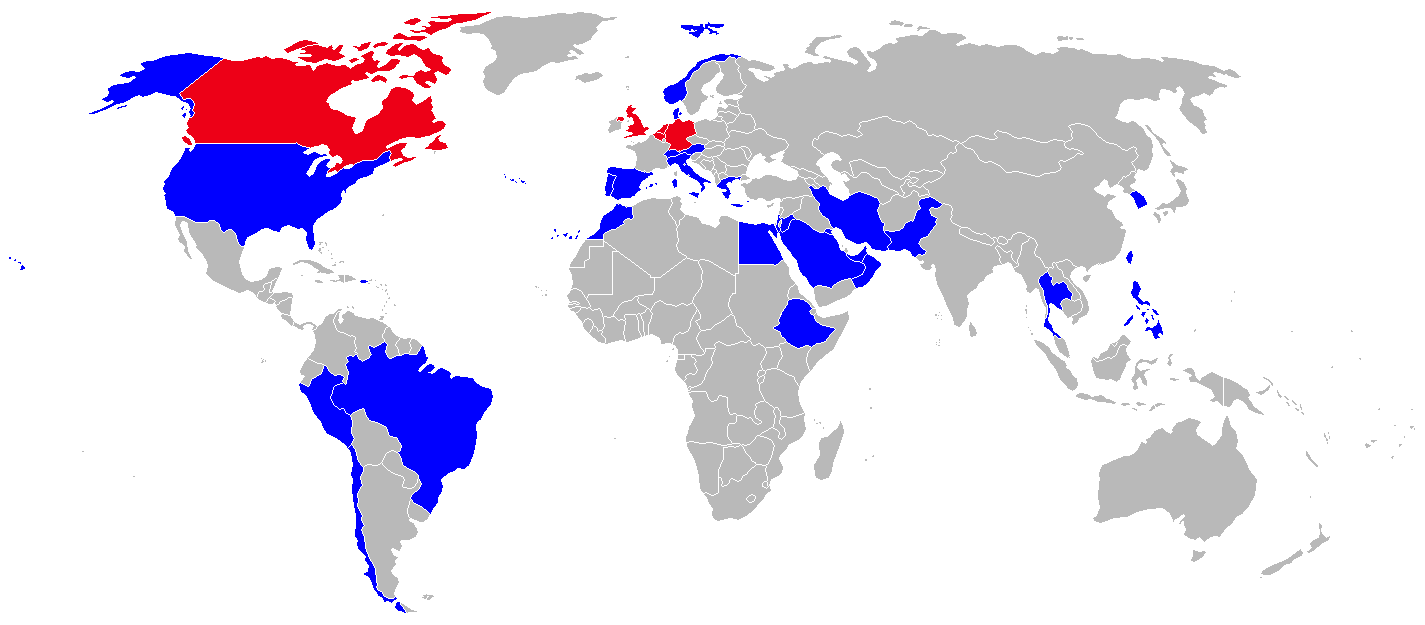
En bleu, utilisateurs en 2011; en rouge, anciens utilisateurs.

Le M109 est ou a été en dotation dans de nombreuses armées à travers le monde :

### M109
- Suisse : 146 M109 (L23, M126) acquis entre 1968 et 1970, mise en service entre 1971 et 1973, retrait du service en 1979 et modification en M109 A1B.
- États-Unis

### M109A1/A1B
- Chili : 48 M109A1 (24 venant de Suisse et modifiés en KAWEST).
- Danemark: 76 M109A1 (modernisés en M109A3DK).
- Éthiopie: 17 M109A1.
- Émirats arabes unis: 40 M109A1 (venant de Suisse).
- Koweït : 5 M109A1B.
- Oman : 15 M109A0.
- Pérou 12 M109A1.
- Arabie saoudite : 28 M109A1.
- Suisse : 566 dont 435 M109A1B acquis en trois séries entre 1974 et 1990 + 131 M109 standardisés en A1B
- Tunisie: 11 M109A1.
- Iran : 390 M109A1 (livrés avant la révolution islamique de 1979).

### M109A2/A3
- Autriche : 80 A2/A5Ö (rachetés au Royaume-Uni), 30 A5 devaient rester en service en 2018. 47 Acquis par la Lettonie en 2017[24]
- Allemagne : 570 M109A3GEA1/A2. Retirés du service en juillet 2007, remplacés par des PzH 2000, exemplaires cédés à la Grèce.
- Belgique : 127 M109A2 livrés entre aout 1984 et fin 1985: 64 unités mises au standard M109A4 retirées du service en 2007. 40 M109A3BE revendus au Brésil. 38 M109A4 vendus à l'Indonésie en 2015 - livraison entre 2017 et 2018 -[25], les 26 autres vendus à cette date 15 000 EUR l'unité à une société privée[26] qui les envoie en Ukraine en 2022[27].
- Brésil : 40 M109A3BE (rachetés à la Belgique).
- Égypte : 279 M109A2.
- Grèce : 84 M109A2, 50 M109A3GEA1 et 196 M109A3GEA2.
- Jordanie : 121 M109A2 et 235 M109A3 (rachetés aux Pays-Bas). 253 M-109A1/A2 en service fin 2010[28]
- Lettonie :47 M109A5Oe (rachetés à l'Autriche) livrés à partir de 2017[29], Au moins 6 donnés à l'Ukraine.
- Liban: 12 A3 + 22 TBD
- Maroc : 84 M109A2/A3.
- Norvège : 56 M109A3G achetés à l'Allemagne de l'Ouest entre 1969 et 1971 : 14 unités modernisées en M109A3GN et 9 en M109A3GNM, plus adaptées au climat arctique. 24 en ligne en 2021. 22 données à l'Ukraine en 2022[30].
- Pakistan : 150 M109A2.
- Portugal : 6 M109A2.
- Taïwan : 225 M109A2/A3.
- Thaïlande : 20 M109A2/A3.
- Pays-Bas : 126 M109A2/90 (remplacés par des PzH 2000). Plusieurs donnés à l'Ukraine en 2022.
- Ukraine : 22 norvégiens modèle M109A33GN[31] et plusieurs néerlandais en date de juin 2022. Plusieurs unités belges également. En service dans la 72e brigade mécanisée[32].

### M109L
- Italie : 221 M109L produit par OTO Melara SpA. Une partie vendue au Pakistan. Une centaine donnée à l'Ukraine[33].
- Ukraine : + 100 donnés par l'Italie[34]. En service dans la 12e brigade "Azov", les 37e brigade et 38e brigade d'infanterie navale, les 24e brigade, 31e brigade, 33e brigade, 54e brigade et 61e brigade mécanisées, la 82e brigade d'assaut aérien[32].

### M109A4
- Brésil : 64 M109A4BE (achetés à la Belgique).
- Indonésie : 36 M109A4BE (achetés à la Belgique et livrés les 25 juin 2017[35] et le 9 juin 2018[25])
- Turquie : 100 M109A4+.
- Ukraine : 28 M109A4BE livraison britannique, de matériels déstockés achetés à une société belge, à partir de mai 2022[36]. En service dans la 17e brigade de chars et les 14e brigade et 28e brigade mécanisée[32].

### M109A5
- Égypte : 201 M109A5.
- Espagne : 96 M109A5.
- Israël : 600 Doher.
- Portugal : 18 M109A5.
- Thaïlande : 20 M109A5.
- Maroc: 60 M109A5.
- Arabie saoudite : 48 M109A5.
- Bahreïn : 20 M109A5.
- Italie : 192 M109A5.
- Irak: 24 M109A5.
- Ukraine : 6 M109A5O, don de matériels lettons en 2022.

### M109A6 Paladin
- États-Unis : 951 M109A6[37].
- Arabie saoudite : 280 M109A6.
- Taïwan : 40, commande annoncée le 4 août 2021[38]
- Ukraine : au moins 18 livrés par les États-Unis[33]. En service dans la 5e brigade d'assaut et les 47e brigade, 93e brigade et 118e brigade mécanisées[32].

### M109A7
- États-Unis : en service depuis avril 2015. 580 prévus à terme devant servir jusqu'en 2050[39].

### M109 KAWEST
- Suisse : 348 M109 A1B revalorisés en version KAWEST[40]. Devraient être retirés en 2025[41].

- Chili : 24 KAWEST achetés à la Suisse, modifiés par RUAG Land Systems.
- Italie : 260 [17].
- Émirats arabes unis 85 [17].

### K55/K55A1
- Corée du Sud : 1040 K55 et 1180 K55A1.